# Muriel Kallis Steinberg Newman
Muriel Kallis Steinberg Newman (25 de febrero de 1914-22 de agosto de 2008) fue una artista, filántropa y coleccionista  estadounidense que donó su extensa colección de arte expresionista abstracto al Museo Metropolitano de Arte y a la Escuela del Instituto de Arte de Chicago.

## Trayectoria
Nació en Chicago, Illinois y de joven recibió clases de arte en la Escuela del Instituto de Arte de Chicago y en la Universidad de Chicago. 
Su primer marido, el empresario Jay Z. Steinberg, murió en 1954. Luego estuvo casada con el empresario Albert Hardy Newman desde 1955 hasta la muerte de este en 1988.
En la década de 1940 comenzó a comprar obras de expresionistas abstractos, como Jackson Pollock, Willem de Kooning, Robert Motherwell, Mark Rothko, Franz Kline y Alexander Calder. Aunque residió toda su vida en Chicago, Newman legó la mayor parte de su colección al Museo Metropolitano de Arte de Nueva York. 
Newman murió en Chicago por causas naturales. 